# Mlýnská brána (Kroměříž)
Mlýnská brána je jediná dochovaná městská brána (z původních tří) města Kroměříže. Je zapsaná v souhrnu zámku s areálem jako nemovitá Kulturní památka České republiky pod číslem 11794/7-6010.

## Historie
Mlýnská brána (Mühltor), stavebně navazující na budovu  arcibiskupského zámku, proto někdy zvaná Zámecká brána (Schlosstor) nebo Rezidenční brána (Rezidenztor) bývala součástí hradebního opevnění města. Raně barokní úpravu připomíná dochovaný fragment malby průčelí věže, který dokumentuje podíl biskupa Karla II. z Lichtenštejna na obnovení Kroměříže. Nápis CAROLVS VRBEM REPARARE STVDET (město Karlem pečlivě opraveno) má v chronogramu letopočet 1665. Nynější podobu získala brána v druhé polovině 19. století, částečně podle návrhu architekta Antonína Archeho (1793-1851).

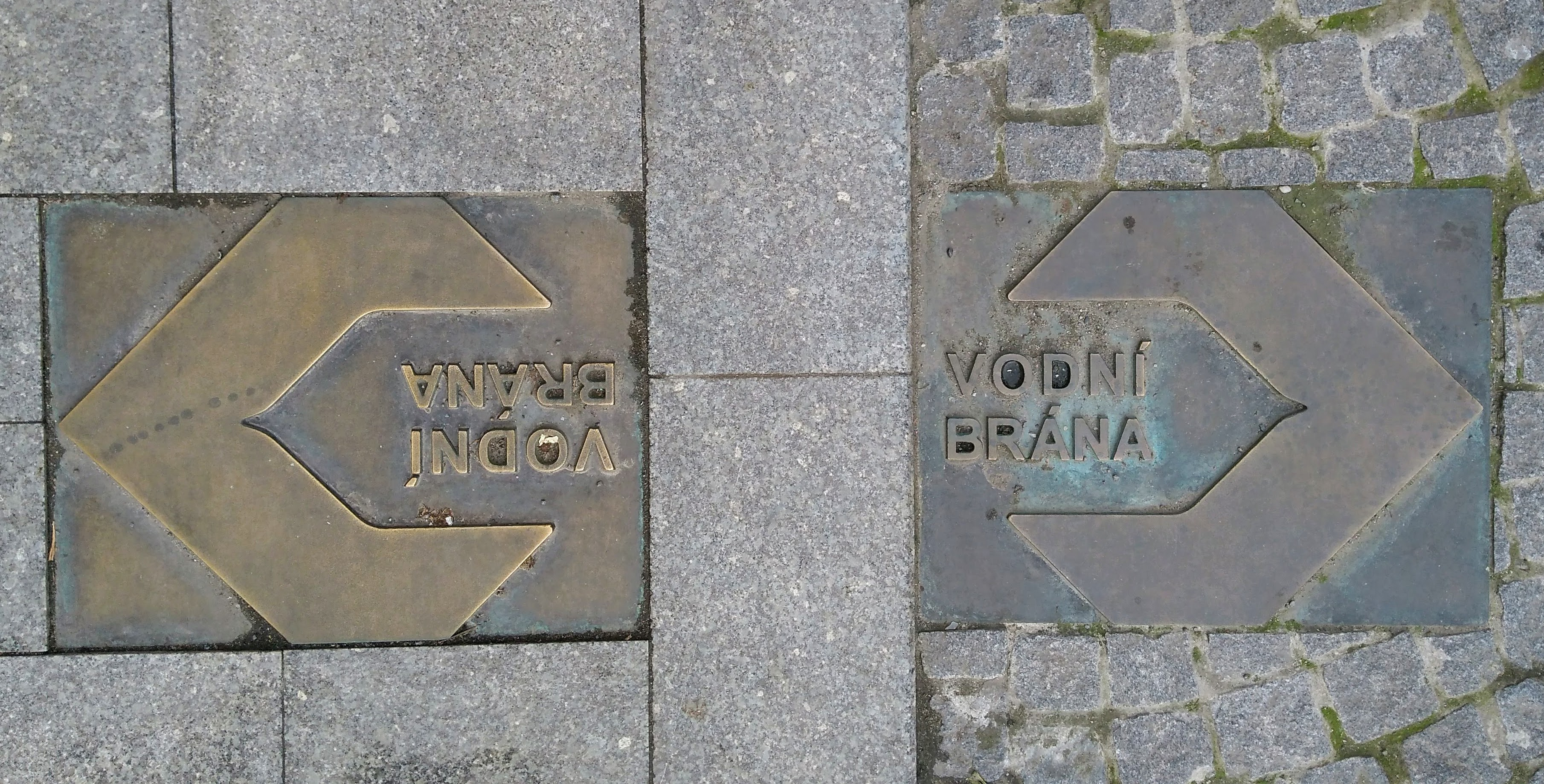
Označení polohy bývalé Vodní brány v dlažbě Vodní ulice

Jde o poslední dochovanou městskou bránu v Kroměříži, další dvě, Vodní a Kovářská, byly zbořeny v letech 1855 až 1857. Mimo tyto tři brány ještě existovala Židovská brána (Judentor) neboli Hřebová branka či fortna ke sv. Trojici, která vedla od "židovské čtvrti do Oskole k františkánům", ale byla „pouze pro pěší, nanejvýš pro trakař“. Samotná židovská čtvrť byla od křesťanské části města uvnitř hradeb ještě oddělena  separační zdí.
Mlýnskou branou vedla cesta na sladovnické předměstí k vrchnostenským stavbám, především k biskupské mincovně, panskému mlýnu a biskupskému pivovaru. Brána přiléhala k hradnímu příkopu, byla spravována biskupem a hlídána jeho gardou. Za arcibiskupa Chotka po roce 1832 došlo k vyrovnání valu a zahrnutí příkopu mezi zámkem a městem s odkopáním silné vrstvy násypu (viz boční terasa Hejtmanského domu), vznikla tu budova arcibiskupské gardy a jejím patrem vedla chodba ze zámku přes Mlýnskou bránu a Arcibiskupské gymnázium až do kostela sv. Mořice. 
Když bylo za arcibiskupa Františka Bauera Arcibiskupské gymnázium na počátku 20. století rozšiřováno, byl vedle vlastní úzké brány prolomen průchod pro chodce.

## Současnost

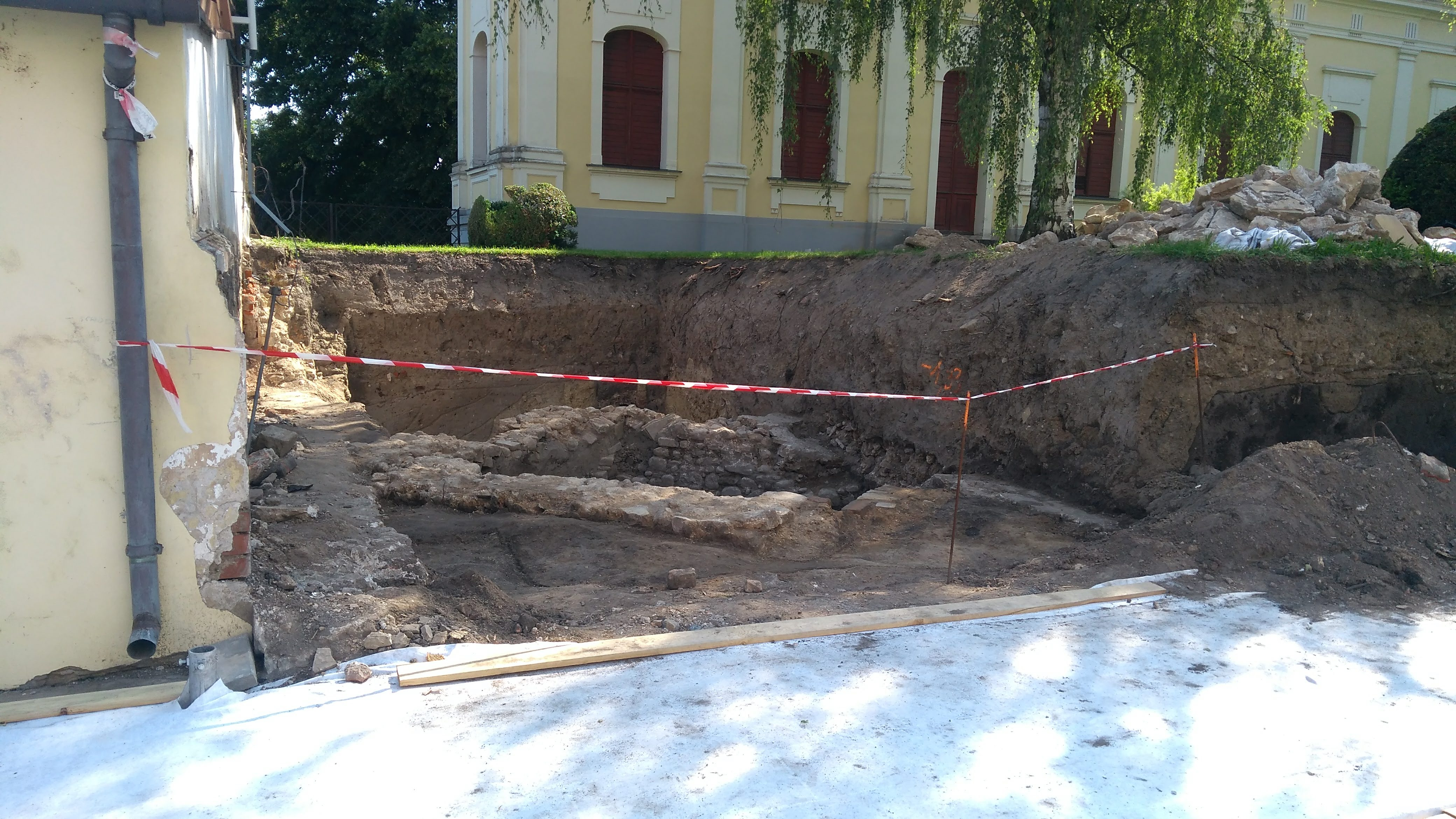
Pozůstatky předsunuté středověké bašty

V roce 2020 došlo během zemních prací mezi Mlýnskou bránou a Arcibiskupskými vinnými sklepy k odkryvu pozůstatků zděné konstrukce menší předsunuté bašty. Baštu, která měla zesílit obranu města směrem k severu lze podle předběženého rozboru položit někam do období kolem roku 1500.
Patrně byla v průběhu 16. až 17. století dvakrát stavebně upravována.

## Galerie

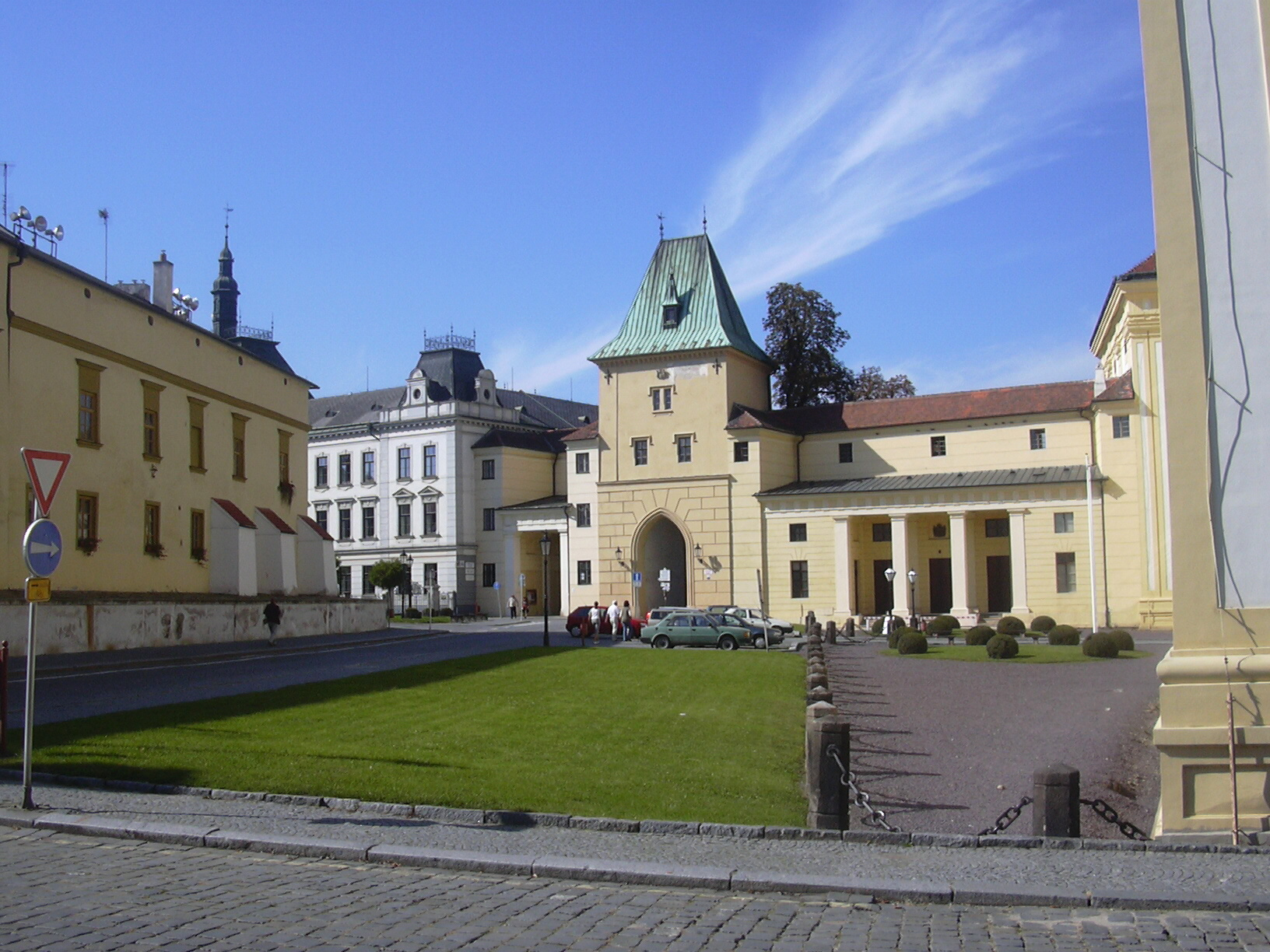
Pohled ze Sněmovního náměstí
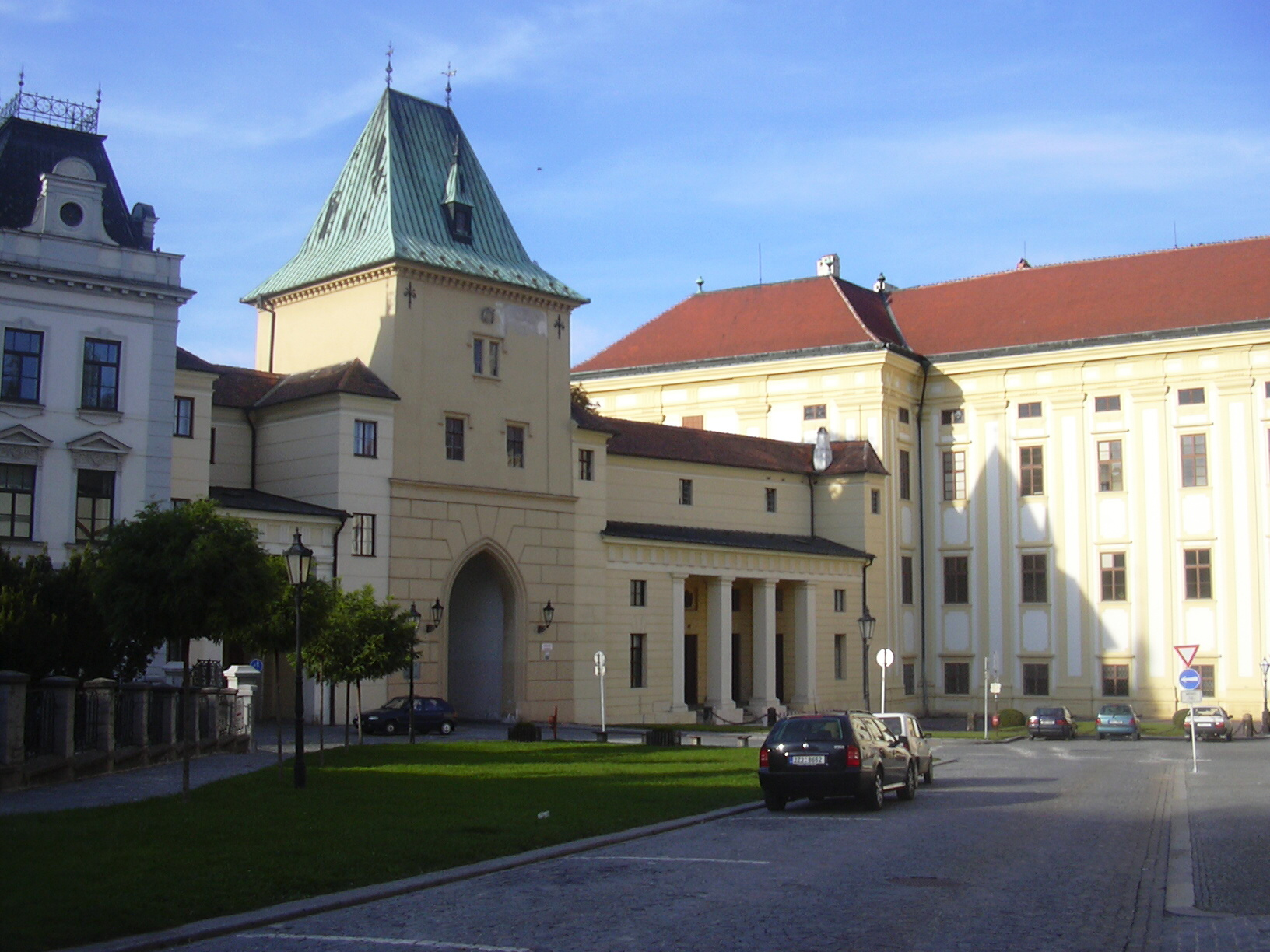
Pohled z Pilařovy ulice
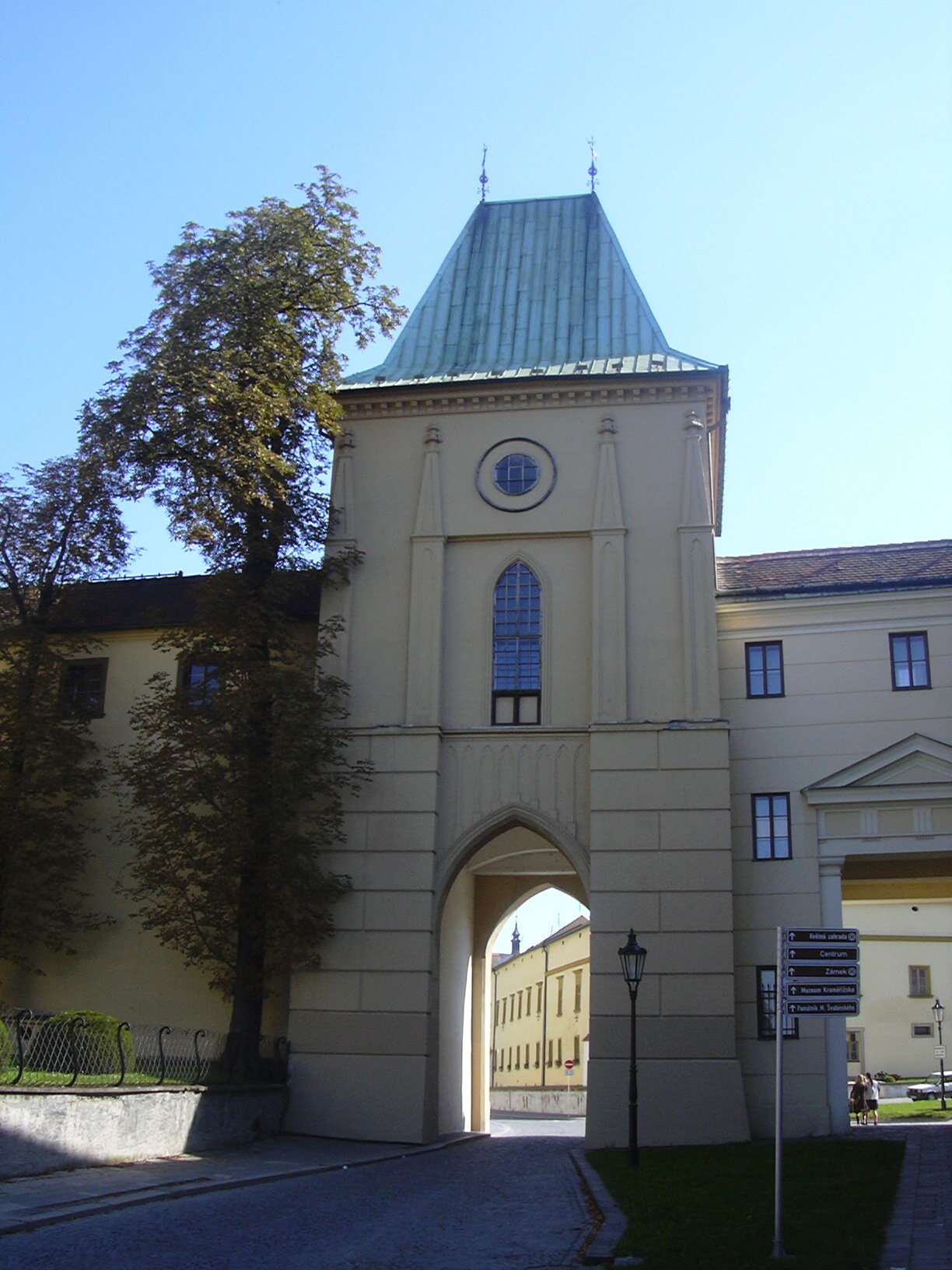
Pohled z ulice Na Kopečku
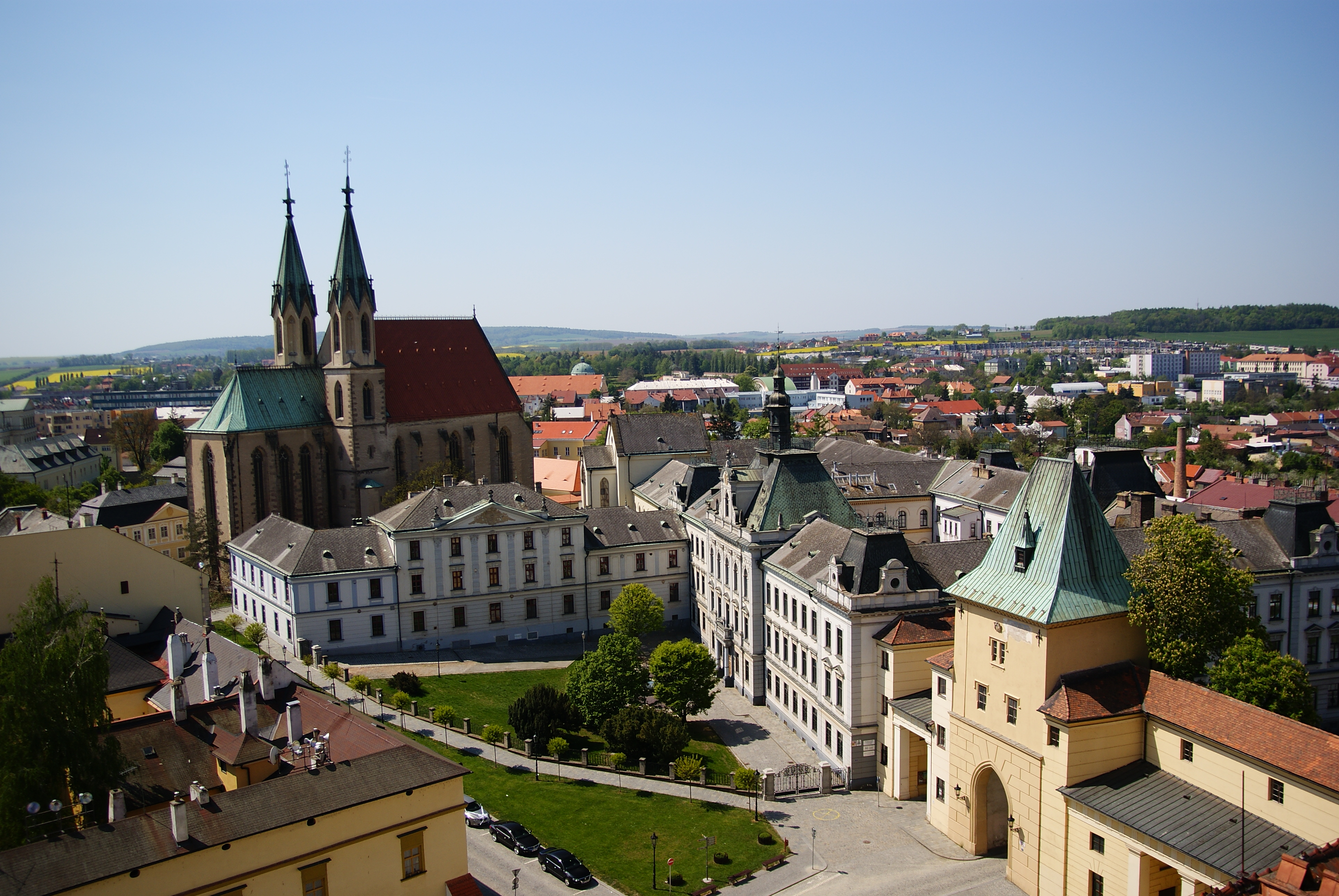
Pohled z okna kroměřížského zámku